# Deyovaisio Zeefuik
Deyovaisio Zeefuik, né le 11 mars 1998 à Amsterdam aux Pays-Bas, est un footballeur néerlandais qui évolue au poste d'arrière droit au Hertha Berlin.

## Biographie
Deyovaisio Zeefuik est le frère cadet de Género Zeefuik.

### Ajax Amsterdam
Deyovaisio Zeefuik est issu du prestigieux centre de formation de l'Ajax Amsterdam. Il débute en professionnel le 16 avril 2017, lors d'une large victoire par 5 à 1 de l'Ajax sur le SC Heerenveen, en entrant en jeu à la place de Nick Viergever. En tout, il ne joue que neuf matchs avec l'Ajax.

### FC Groningue
Avec l'arrivée de Rasmus Nissen à son poste à l'Ajax, Zeefuik est poussé vers la sortie, prêté le 30 janvier 2018 au FC Groningue jusqu'à la fin de la saison. Il joue son premier match dès le 2 février, lors d'une défaite par deux buts à zéro de son équipe face au Vitesse Arnhem. Le 18 mai de la même année, Groningue annonce le transfert définitif du joueur.
Il inscrit son premier but le 2 décembre 2018, lors d'un match d'Eredivisie face au NAC Breda. Il est titulaire ce jour-là et son équipe remporte le match (5-2).

### Hertha Berlin
Le 6 août 2020, Deyovaisio Zeefuik rejoint le Hertha Berlin,.
Il inscrit son premier but pour le Hertha le 21 mars 2021, lors d'une rencontre de championnat face au Bayer Leverekusen. Titulaire, il ouvre le score et participe ainsi à la victoire de son équipe par trois buts à zéro.

### Prêts
Le 14 janvier 2022, Deyovaisio Zeefuik est prêté jusqu'à la fin de la saison à Blackburn Rovers.
En janvier 2023, Deyovaisio Zeefuik est prêté jusqu'à la fin de la saison à l'Hellas Vérone.

### En sélection nationale
Avec les moins de 19 ans, il participe au Championnat d'Europe de football des moins de 19 ans en 2016. Lors de cette compétition, il joue deux matchs, contre la Croatie et la France.
Le 16 novembre 2018, Zeefuik joue son premier match avec l'équipe des Pays-Bas espoirs face à l'Allemagne (défaite 3-0).

## Statistiques

### En club
| Saison                | Club                    | Championnat           | Championnat | Championnat | Championnat | Coupe(s) nationale(s) | Coupe(s) nationale(s) | Coupe(s) nationale(s) | Compétition(s) continentale(s) | Compétition(s) continentale(s) | Compétition(s) continentale(s) | Compétition(s) continentale(s) | Total | Total | Total |
| Saison                | Club                    | Division              | M.          | B.          | P.d.        | M.                    | B.                    | P.d.                  | Comp.                          | M.                             | B.                             | P.d.                           | M.    | B.    | P.d.  |
| 2016-2017             | Ajax Amsterdam          | Eredivisie            | 1           | 0           | 0           | -                     | -                     | -                     | -                              | -                              | -                              | -                              | 1     | 0     | 0     |
| 2017-2018             | Ajax Amsterdam          | Eredivisie            | 5           | 0           | 0           | 2                     | 0                     | 0                     | C3                             | 1                              | 0                              | 0                              | 8     | 0     | 0     |
| Sous-total            | Sous-total              | Sous-total            | 6           | 0           | 0           | 2                     | 0                     | 0                     | -                              | 1                              | 0                              | 0                              | 9     | 0     | 0     |
| 2017-2018             | FC Groningue (prêt)     | Eredivisie            | 13          | 0           | 1           | -                     | -                     | -                     | -                              | -                              | -                              | -                              | 13    | 0     | 1     |
| 2018-2019             | FC Groningue            | Eredivisie            | 32          | 1           | 3           | -                     | -                     | -                     | -                              | -                              | -                              | -                              | 32    | 1     | 3     |
| 2019-2020             | FC Groningue            | Eredivisie            | 26          | 0           | 2           | 2                     | 0                     | 0                     | -                              | -                              | -                              | -                              | 28    | 0     | 2     |
| Sous-total            | Sous-total              | Sous-total            | 69          | 1           | 6           | 2                     | 0                     | 0                     | -                              | -                              | -                              | -                              | 71    | 1     | 6     |
| 2020-2021             | Hertha Berlin           | Bundesliga            | 22          | 1           | 0           | -                     | -                     | -                     | -                              | -                              | -                              | -                              | 22    | 1     | 0     |
| 2021-2022             | Hertha Berlin           | Bundesliga            | 11          | 0           | 0           | 1                     | 0                     | 0                     | -                              | -                              | -                              | -                              | 12    | 0     | 0     |
| 2022-2023             | Hertha Berlin           | Bundesliga            | -           | -           | -           | 1                     | 0                     | 0                     | -                              | -                              | -                              | -                              | 1     | 0     | 0     |
| 2023-2024             | Hertha Berlin           | 2. Bundesliga         | 10          | 0           | 0           | 3                     | 0                     | 0                     | -                              | -                              | -                              | -                              | 13    | 0     | 0     |
| Sous-total            | Sous-total              | Sous-total            | 43          | 1           | 0           | 5                     | 0                     | 0                     | -                              | -                              | -                              | -                              | 48    | 1     | 0     |
| 2021-2022             | Blackburn Rovers (prêt) | Championship          | 6           | 0           | 0           | -                     | -                     | -                     | -                              | -                              | -                              | -                              | 6     | 0     | 0     |
| 2022-2023             | Hellas Vérone (prêt)    | Serie A               | 1           | 0           | 0           | -                     | -                     | -                     | -                              | -                              | -                              | -                              | 1     | 0     | 0     |
| Sous-total            | Sous-total              | Sous-total            | 7           | 0           | 0           | -                     | -                     | -                     | -                              | -                              | -                              | -                              | 7     | 0     | 0     |
| Total sur la carrière | Total sur la carrière   | Total sur la carrière | 125         | 2           | 6           | 9                     | 0                     | 0                     | -                              | 1                              | 0                              | 0                              | 135   | 2     | 6     |